# Mats Zuccarello
Mats André Zuccarello Aasen (* 1. September 1987 in Oslo) ist ein norwegischer Eishockeyspieler italienischer Abstammung, der seit Juli 2019 bei den Minnesota Wild aus der National Hockey League unter Vertrag steht und für diese auf der Position des rechten Flügelstürmers spielt.

## Karriere
Mats Zuccarello begann seine Karriere als Eishockeyspieler bei Frisk Asker, für deren Profimannschaft er von 2003 bis 2008 insgesamt fünf Jahre lang in der UPC- bzw. GET-ligaen, der höchsten norwegischen Spielklasse, aktiv war. Sein größter Erfolg mit der Mannschaft war das Erreichen der Finalspiele in der Saison 2007/08, in denen sie den Storhamar Dragons unterlagen. In der gleichen Spielzeit wurde er zudem zum besten norwegischen Spieler der Liga gewählt. Anschließend unterschrieb der Angreifer einen Vertrag bei MODO Hockey aus der schwedischen Elitserien und konnte vor allem in der Saison 2009/10 überzeugen, als er Topscorer der Elitserien war und dafür mit dem Guldhjälmen als wertvollster Spieler der Elitserien und mit dem Gullpucken als Norwegens Spieler des Jahres ausgezeichnet wurde.

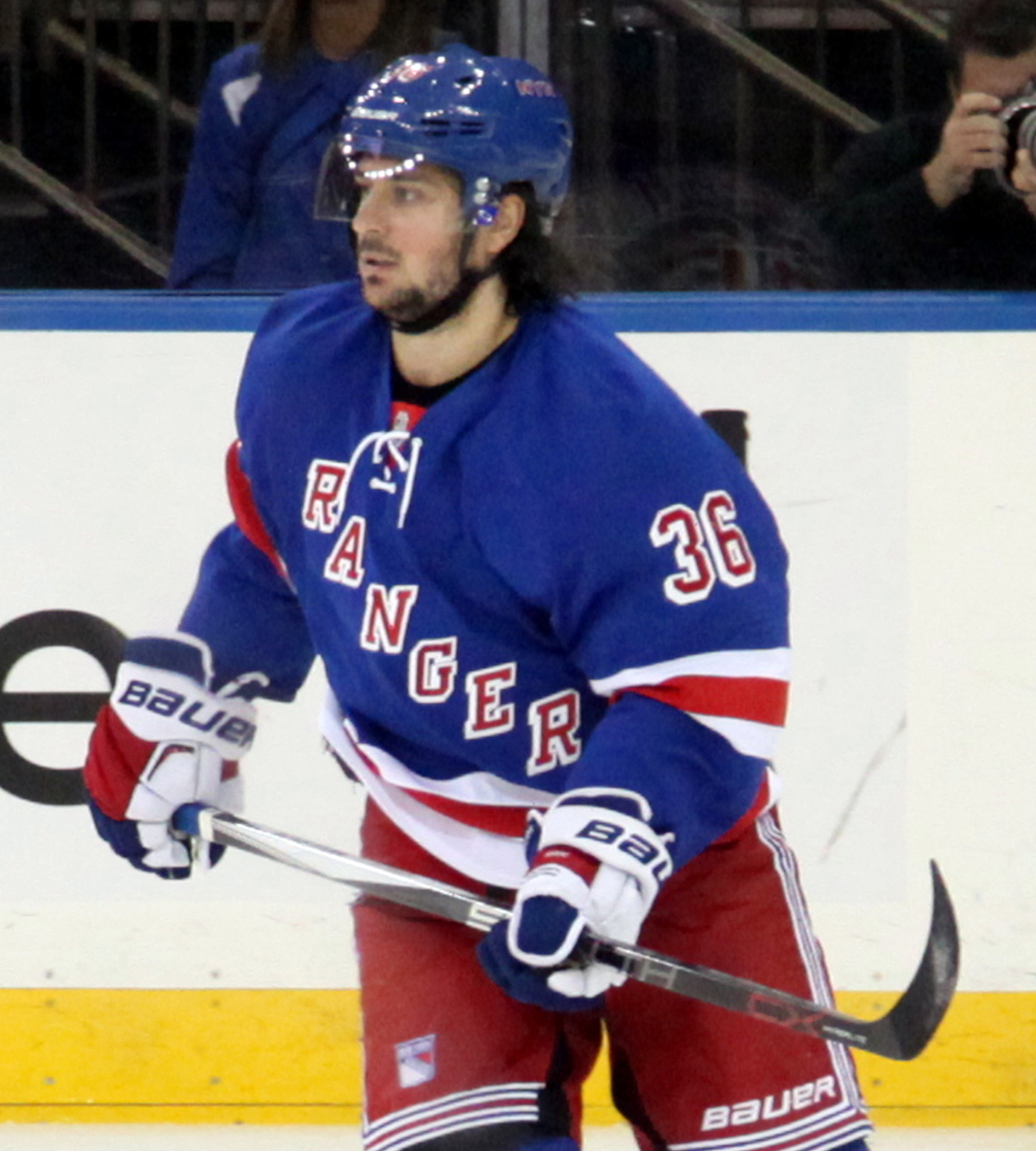
Zuccarello im Trikot der New York Rangers

Im Sommer 2010 wurde Zuccarello Aasen von den New York Rangers verpflichtet, die ihn zunächst in der American Hockey League bei ihrem Farmteam Hartford Wolf Pack einsetzten. Nach starken Leistungen in der AHL wurde er während der Saison 2010/11 erstmals bei den New York Rangers eingesetzt und schoss am 5. Januar 2011 sein erstes Tor für die Rangers im Spiel gegen die Carolina Hurricanes. Im weiteren Saisonverlauf spielte er parallel für die New York Rangers in der NHL und das in der Zwischenzeit in Connecticut Whale umbenannte Farmteam in der AHL. Mit beiden Mannschaften schied er in den Playoffs in der ersten Runde aus.
Im Juni 2012 verließ er die Rangers und wurde vom HK Metallurg Magnitogorsk verpflichtet, für den er in der Saison 2012/13 insgesamt 32 Scorerpunkte erzielte. Nachdem Metallurg in der zweiten KHL-Play-off-Runde ausgeschieden war, kehrte Zuccarello zu den New York Rangers zurück. Im Anschluss an die Saison 2012/13 wurde sein Vertrag in New York um ein weiteres Jahr verlängert. In der folgenden Spielzeit konnte sich Zuccarello schließlich als Leistungsträger im Team der Rangers etablieren und spielte mit 59 Scorerpunkten aus 77 Partien die punktbeste Saison seiner bisherigen NHL-Karriere. In den Play-offs scheiterte er mit seiner Mannschaft erst im Stanley Cup Finale gegen die Los Angeles Kings und war damit der erste Norweger, der an einer Finalserie in der NHL teilnahm.
Nachdem sein Vertrag im Sommer 2014 bereits erneut um ein weiteres Jahr verlängert wurde, einigte er sich im Laufe der Saison 2014/15 mit den Rangers auf eine weitere Verlängerung seines laufenden Kontraktes um vier Jahre bei einem kolportierten Jahresgehalt von 4,5 Millionen US-Dollar. Im Laufe der Spielzeit agierte der Angreifer in einer Angriffsformation mit Rick Nash und verhalf seiner Mannschaft mit soliden Offensivleistungen zum Gewinn der Presidents’ Trophy für die meisten Punkte nach der Hauptrunde. Im fünften Spiel der ersten Play-off-Runde gegen die Pittsburgh Penguins verletzte sich Zuccarello, nachdem ihn der Puck durch einen Schuss seines Mitspielers Ryan Callahan am Kopf traf, und fiel daraufhin mit einer schweren Kopfverletzung für den Rest der Play-offs aus. Seine erfolgreiche Rückkehr in der Saison 2015/16 brachte ihm in seiner Heimat Norwegen die Aftenposten-Goldmedaille sowie ein zweiter Platz bei der Wahl zu Norwegens Sportler des Jahres ein.
In den folgenden dreieinhalb Spielzeiten blieb der Skandinavier ein zuverlässiger Scorer im Team der Broadway Blushirts. Er erreichte stets über 50 Scorerpunkte, ehe er im Februar 2019 von den Rangers an die Dallas Stars abgegeben wurde. Die Stars übernahmen 70 Prozent des Gehalts des auslaufenden Vertrags Zuccarellos, während die Rangers die restliche Summe übernahmen. Als Kompensation für den Wechsel erhielt New York ein konditionales Zweitrunden-Wahlrecht für den NHL Entry Draft 2019 und ein konditionales Drittrunden-Wahlrecht für den NHL Entry Draft 2020. Beide Draftpicks können dabei zu Erstrunden-Wahlrechten in den jeweiligen Drafts werden. Für die Umwandlung des Picks der zweiten Runde gilt, dass Dallas in die dritte Runde der Stanley-Cup-Playoffs 2019 einziehen muss und Zuccarello in mindestens 50 Prozent der Spiele der ersten beiden Runden zum Einsatz kommt; dies geschah nicht. Das Drittrunden-Wahlrecht kann ebenfalls ein Erstrunden-Wahlrecht werden, sofern der Angreifer in Dallas einen neuen Vertrag unterschreibt. Dieses erfüllte sich ebenfalls nicht, da sich der Angreifer im Juli 2019 als Free Agent den Minnesota Wild anschloss und dort einen Fünfjahresvertrag unterzeichnete, der ihm ein durchschnittliches Jahresgehalt von sechs Millionen US-Dollar einbringen soll.
Bei den Wild verzeichnete der Norweger in der Saison 2021/22 im Alter von 34 Jahren mit 79 Punkten aus 70 Spielen seinen bisherigen Karriere-Bestwert und erreichte zudem erstmals die Marke von 1,0 Scorerpunkten pro Partie.

### International
Für Norwegen nahm Zuccarello Aasen im Juniorenbereich an der U18-Junioren-Weltmeisterschaft 2004, der U18-Junioren-B-Weltmeisterschaft 2005 sowie der U20-Junioren-Weltmeisterschaft 2006 und der U20-Junioren-B-Weltmeisterschaft 2007 teil. Im Seniorenbereich stand er im Aufgebot seines Landes bei den A-Weltmeisterschaften 2008, 2009 und 2010 sowie bei den Olympischen Winterspielen 2010 in Vancouver. Ebenso vertrat er sein Heimatland bei den Olympischen Winterspielen 2014 sowie den Weltmeisterschaften der Jahre 2016 und Weltmeisterschaft 2024.
Außerdem vertrat er das Team Europa beim World Cup of Hockey 2016 und belegte dort mit der Mannschaft den zweiten Platz.

## Erfolge und Auszeichnungen
| - 2008 Norwegischer Vizemeister mit Frisk Asker - 2008 Bester norwegischer Spieler der GET-ligaen - 2010 Topscorer der Elitserien-Hauptrunde - 2010 Guldhjälmen | - 2010 Gullpucken - 2012 Teilnahme am AHL All-Star Classic - 2015 Aftenposten-Goldmedaille |

### International
- 2005 Aufstieg in die Top-Division bei der U18-Junioren-Weltmeisterschaft der Division I
- 2016 Zweiter Platz beim World Cup of Hockey

## Karrierestatistik
Stand: Ende der Saison 2024/25

### International
| Vertrat Norwegen bei: - U18-Junioren-Weltmeisterschaft 2004 - U18-Junioren-Weltmeisterschaft der Division I 2005 - U20-Junioren-Weltmeisterschaft 2006 - U20-Junioren-Weltmeisterschaft der Division I 2007 - Weltmeisterschaft 2008 - Qualifikationsturnier für die Olympischen Winterspiele 2010 - Weltmeisterschaft 2009 - Olympischen Winterspielen 2010 | - Weltmeisterschaft 2010 - Olympischen Winterspielen 2014 - Weltmeisterschaft 2016 - Qualifikationsturnier für die Olympischen Winterspiele 2018 - Qualifikationsturnier für die Olympischen Winterspiele 2022 - Weltmeisterschaft 2024 - Qualifikationsturnier für die Olympischen Winterspiele 2026 | Vertrat Team Europa bei: - World Cup of Hockey 2016 |

(Legende zur Spielerstatistik: Sp oder GP = absolvierte Spiele; T oder G = erzielte Tore; V oder A = erzielte Assists; Pkt oder Pts = erzielte Scorerpunkte; SM oder PIM = erhaltene Strafminuten; +/− = Plus/Minus-Bilanz; PP = erzielte Überzahltore; SH = erzielte Unterzahltore; GW = erzielte Siegtore; 1 Play-downs/Relegation; Kursiv: Statistik nicht vollständig)